# Pion (șah)
Pionul este piesa prezentă în număr cel mai mare într-un joc de șah, există câte 8 pioni pentru fiecare jucător.  Scopul pionilor este asemănător cu cel al corpului celui mai numeros uman dintr-o armată din realitate, având funcția soldaților lipsiți de orice grade militare.  Pionii sunt considerate piesele cu valoarea cea mai scăzută din jocul de șah, fiind frecvent "sacrificați" cu scopul de a obține o poziție superioară sau mascând un atac ulterior asupra adversarului.  Nu întâmplător, se folosește frecvent în vorbirea obișnuită expresia "a sacrifica un pion" cu înțelesul unei investiții mici pentru un rezultat ulterior major.

## Mutarea pionilor în jocul de șah
|   | a | b | c | d | e | f | g | h |   |
| 8 | e8 black cross · a7 black cross · c7 black cross · e7 white pawn · f7 black pawn · h7 black pawn · b6 white pawn · h6 black cross · f5 black cross · c4 black cross · a3 black cross · g3 black pawn · a2 white pawn · c2 white pawn · d2 black pawn · f2 black cross · h2 black cross · d1 black cross | e8 black cross · a7 black cross · c7 black cross · e7 white pawn · f7 black pawn · h7 black pawn · b6 white pawn · h6 black cross · f5 black cross · c4 black cross · a3 black cross · g3 black pawn · a2 white pawn · c2 white pawn · d2 black pawn · f2 black cross · h2 black cross · d1 black cross | e8 black cross · a7 black cross · c7 black cross · e7 white pawn · f7 black pawn · h7 black pawn · b6 white pawn · h6 black cross · f5 black cross · c4 black cross · a3 black cross · g3 black pawn · a2 white pawn · c2 white pawn · d2 black pawn · f2 black cross · h2 black cross · d1 black cross | e8 black cross · a7 black cross · c7 black cross · e7 white pawn · f7 black pawn · h7 black pawn · b6 white pawn · h6 black cross · f5 black cross · c4 black cross · a3 black cross · g3 black pawn · a2 white pawn · c2 white pawn · d2 black pawn · f2 black cross · h2 black cross · d1 black cross | e8 black cross · a7 black cross · c7 black cross · e7 white pawn · f7 black pawn · h7 black pawn · b6 white pawn · h6 black cross · f5 black cross · c4 black cross · a3 black cross · g3 black pawn · a2 white pawn · c2 white pawn · d2 black pawn · f2 black cross · h2 black cross · d1 black cross | e8 black cross · a7 black cross · c7 black cross · e7 white pawn · f7 black pawn · h7 black pawn · b6 white pawn · h6 black cross · f5 black cross · c4 black cross · a3 black cross · g3 black pawn · a2 white pawn · c2 white pawn · d2 black pawn · f2 black cross · h2 black cross · d1 black cross | e8 black cross · a7 black cross · c7 black cross · e7 white pawn · f7 black pawn · h7 black pawn · b6 white pawn · h6 black cross · f5 black cross · c4 black cross · a3 black cross · g3 black pawn · a2 white pawn · c2 white pawn · d2 black pawn · f2 black cross · h2 black cross · d1 black cross | e8 black cross · a7 black cross · c7 black cross · e7 white pawn · f7 black pawn · h7 black pawn · b6 white pawn · h6 black cross · f5 black cross · c4 black cross · a3 black cross · g3 black pawn · a2 white pawn · c2 white pawn · d2 black pawn · f2 black cross · h2 black cross · d1 black cross | 8 |
| 7 | e8 black cross · a7 black cross · c7 black cross · e7 white pawn · f7 black pawn · h7 black pawn · b6 white pawn · h6 black cross · f5 black cross · c4 black cross · a3 black cross · g3 black pawn · a2 white pawn · c2 white pawn · d2 black pawn · f2 black cross · h2 black cross · d1 black cross | e8 black cross · a7 black cross · c7 black cross · e7 white pawn · f7 black pawn · h7 black pawn · b6 white pawn · h6 black cross · f5 black cross · c4 black cross · a3 black cross · g3 black pawn · a2 white pawn · c2 white pawn · d2 black pawn · f2 black cross · h2 black cross · d1 black cross | e8 black cross · a7 black cross · c7 black cross · e7 white pawn · f7 black pawn · h7 black pawn · b6 white pawn · h6 black cross · f5 black cross · c4 black cross · a3 black cross · g3 black pawn · a2 white pawn · c2 white pawn · d2 black pawn · f2 black cross · h2 black cross · d1 black cross | e8 black cross · a7 black cross · c7 black cross · e7 white pawn · f7 black pawn · h7 black pawn · b6 white pawn · h6 black cross · f5 black cross · c4 black cross · a3 black cross · g3 black pawn · a2 white pawn · c2 white pawn · d2 black pawn · f2 black cross · h2 black cross · d1 black cross | e8 black cross · a7 black cross · c7 black cross · e7 white pawn · f7 black pawn · h7 black pawn · b6 white pawn · h6 black cross · f5 black cross · c4 black cross · a3 black cross · g3 black pawn · a2 white pawn · c2 white pawn · d2 black pawn · f2 black cross · h2 black cross · d1 black cross | e8 black cross · a7 black cross · c7 black cross · e7 white pawn · f7 black pawn · h7 black pawn · b6 white pawn · h6 black cross · f5 black cross · c4 black cross · a3 black cross · g3 black pawn · a2 white pawn · c2 white pawn · d2 black pawn · f2 black cross · h2 black cross · d1 black cross | e8 black cross · a7 black cross · c7 black cross · e7 white pawn · f7 black pawn · h7 black pawn · b6 white pawn · h6 black cross · f5 black cross · c4 black cross · a3 black cross · g3 black pawn · a2 white pawn · c2 white pawn · d2 black pawn · f2 black cross · h2 black cross · d1 black cross | e8 black cross · a7 black cross · c7 black cross · e7 white pawn · f7 black pawn · h7 black pawn · b6 white pawn · h6 black cross · f5 black cross · c4 black cross · a3 black cross · g3 black pawn · a2 white pawn · c2 white pawn · d2 black pawn · f2 black cross · h2 black cross · d1 black cross | 7 |
| 6 | e8 black cross · a7 black cross · c7 black cross · e7 white pawn · f7 black pawn · h7 black pawn · b6 white pawn · h6 black cross · f5 black cross · c4 black cross · a3 black cross · g3 black pawn · a2 white pawn · c2 white pawn · d2 black pawn · f2 black cross · h2 black cross · d1 black cross | e8 black cross · a7 black cross · c7 black cross · e7 white pawn · f7 black pawn · h7 black pawn · b6 white pawn · h6 black cross · f5 black cross · c4 black cross · a3 black cross · g3 black pawn · a2 white pawn · c2 white pawn · d2 black pawn · f2 black cross · h2 black cross · d1 black cross | e8 black cross · a7 black cross · c7 black cross · e7 white pawn · f7 black pawn · h7 black pawn · b6 white pawn · h6 black cross · f5 black cross · c4 black cross · a3 black cross · g3 black pawn · a2 white pawn · c2 white pawn · d2 black pawn · f2 black cross · h2 black cross · d1 black cross | e8 black cross · a7 black cross · c7 black cross · e7 white pawn · f7 black pawn · h7 black pawn · b6 white pawn · h6 black cross · f5 black cross · c4 black cross · a3 black cross · g3 black pawn · a2 white pawn · c2 white pawn · d2 black pawn · f2 black cross · h2 black cross · d1 black cross | e8 black cross · a7 black cross · c7 black cross · e7 white pawn · f7 black pawn · h7 black pawn · b6 white pawn · h6 black cross · f5 black cross · c4 black cross · a3 black cross · g3 black pawn · a2 white pawn · c2 white pawn · d2 black pawn · f2 black cross · h2 black cross · d1 black cross | e8 black cross · a7 black cross · c7 black cross · e7 white pawn · f7 black pawn · h7 black pawn · b6 white pawn · h6 black cross · f5 black cross · c4 black cross · a3 black cross · g3 black pawn · a2 white pawn · c2 white pawn · d2 black pawn · f2 black cross · h2 black cross · d1 black cross | e8 black cross · a7 black cross · c7 black cross · e7 white pawn · f7 black pawn · h7 black pawn · b6 white pawn · h6 black cross · f5 black cross · c4 black cross · a3 black cross · g3 black pawn · a2 white pawn · c2 white pawn · d2 black pawn · f2 black cross · h2 black cross · d1 black cross | e8 black cross · a7 black cross · c7 black cross · e7 white pawn · f7 black pawn · h7 black pawn · b6 white pawn · h6 black cross · f5 black cross · c4 black cross · a3 black cross · g3 black pawn · a2 white pawn · c2 white pawn · d2 black pawn · f2 black cross · h2 black cross · d1 black cross | 6 |
| 5 | e8 black cross · a7 black cross · c7 black cross · e7 white pawn · f7 black pawn · h7 black pawn · b6 white pawn · h6 black cross · f5 black cross · c4 black cross · a3 black cross · g3 black pawn · a2 white pawn · c2 white pawn · d2 black pawn · f2 black cross · h2 black cross · d1 black cross | e8 black cross · a7 black cross · c7 black cross · e7 white pawn · f7 black pawn · h7 black pawn · b6 white pawn · h6 black cross · f5 black cross · c4 black cross · a3 black cross · g3 black pawn · a2 white pawn · c2 white pawn · d2 black pawn · f2 black cross · h2 black cross · d1 black cross | e8 black cross · a7 black cross · c7 black cross · e7 white pawn · f7 black pawn · h7 black pawn · b6 white pawn · h6 black cross · f5 black cross · c4 black cross · a3 black cross · g3 black pawn · a2 white pawn · c2 white pawn · d2 black pawn · f2 black cross · h2 black cross · d1 black cross | e8 black cross · a7 black cross · c7 black cross · e7 white pawn · f7 black pawn · h7 black pawn · b6 white pawn · h6 black cross · f5 black cross · c4 black cross · a3 black cross · g3 black pawn · a2 white pawn · c2 white pawn · d2 black pawn · f2 black cross · h2 black cross · d1 black cross | e8 black cross · a7 black cross · c7 black cross · e7 white pawn · f7 black pawn · h7 black pawn · b6 white pawn · h6 black cross · f5 black cross · c4 black cross · a3 black cross · g3 black pawn · a2 white pawn · c2 white pawn · d2 black pawn · f2 black cross · h2 black cross · d1 black cross | e8 black cross · a7 black cross · c7 black cross · e7 white pawn · f7 black pawn · h7 black pawn · b6 white pawn · h6 black cross · f5 black cross · c4 black cross · a3 black cross · g3 black pawn · a2 white pawn · c2 white pawn · d2 black pawn · f2 black cross · h2 black cross · d1 black cross | e8 black cross · a7 black cross · c7 black cross · e7 white pawn · f7 black pawn · h7 black pawn · b6 white pawn · h6 black cross · f5 black cross · c4 black cross · a3 black cross · g3 black pawn · a2 white pawn · c2 white pawn · d2 black pawn · f2 black cross · h2 black cross · d1 black cross | e8 black cross · a7 black cross · c7 black cross · e7 white pawn · f7 black pawn · h7 black pawn · b6 white pawn · h6 black cross · f5 black cross · c4 black cross · a3 black cross · g3 black pawn · a2 white pawn · c2 white pawn · d2 black pawn · f2 black cross · h2 black cross · d1 black cross | 5 |
| 4 | e8 black cross · a7 black cross · c7 black cross · e7 white pawn · f7 black pawn · h7 black pawn · b6 white pawn · h6 black cross · f5 black cross · c4 black cross · a3 black cross · g3 black pawn · a2 white pawn · c2 white pawn · d2 black pawn · f2 black cross · h2 black cross · d1 black cross | e8 black cross · a7 black cross · c7 black cross · e7 white pawn · f7 black pawn · h7 black pawn · b6 white pawn · h6 black cross · f5 black cross · c4 black cross · a3 black cross · g3 black pawn · a2 white pawn · c2 white pawn · d2 black pawn · f2 black cross · h2 black cross · d1 black cross | e8 black cross · a7 black cross · c7 black cross · e7 white pawn · f7 black pawn · h7 black pawn · b6 white pawn · h6 black cross · f5 black cross · c4 black cross · a3 black cross · g3 black pawn · a2 white pawn · c2 white pawn · d2 black pawn · f2 black cross · h2 black cross · d1 black cross | e8 black cross · a7 black cross · c7 black cross · e7 white pawn · f7 black pawn · h7 black pawn · b6 white pawn · h6 black cross · f5 black cross · c4 black cross · a3 black cross · g3 black pawn · a2 white pawn · c2 white pawn · d2 black pawn · f2 black cross · h2 black cross · d1 black cross | e8 black cross · a7 black cross · c7 black cross · e7 white pawn · f7 black pawn · h7 black pawn · b6 white pawn · h6 black cross · f5 black cross · c4 black cross · a3 black cross · g3 black pawn · a2 white pawn · c2 white pawn · d2 black pawn · f2 black cross · h2 black cross · d1 black cross | e8 black cross · a7 black cross · c7 black cross · e7 white pawn · f7 black pawn · h7 black pawn · b6 white pawn · h6 black cross · f5 black cross · c4 black cross · a3 black cross · g3 black pawn · a2 white pawn · c2 white pawn · d2 black pawn · f2 black cross · h2 black cross · d1 black cross | e8 black cross · a7 black cross · c7 black cross · e7 white pawn · f7 black pawn · h7 black pawn · b6 white pawn · h6 black cross · f5 black cross · c4 black cross · a3 black cross · g3 black pawn · a2 white pawn · c2 white pawn · d2 black pawn · f2 black cross · h2 black cross · d1 black cross | e8 black cross · a7 black cross · c7 black cross · e7 white pawn · f7 black pawn · h7 black pawn · b6 white pawn · h6 black cross · f5 black cross · c4 black cross · a3 black cross · g3 black pawn · a2 white pawn · c2 white pawn · d2 black pawn · f2 black cross · h2 black cross · d1 black cross | 4 |
| 3 | e8 black cross · a7 black cross · c7 black cross · e7 white pawn · f7 black pawn · h7 black pawn · b6 white pawn · h6 black cross · f5 black cross · c4 black cross · a3 black cross · g3 black pawn · a2 white pawn · c2 white pawn · d2 black pawn · f2 black cross · h2 black cross · d1 black cross | e8 black cross · a7 black cross · c7 black cross · e7 white pawn · f7 black pawn · h7 black pawn · b6 white pawn · h6 black cross · f5 black cross · c4 black cross · a3 black cross · g3 black pawn · a2 white pawn · c2 white pawn · d2 black pawn · f2 black cross · h2 black cross · d1 black cross | e8 black cross · a7 black cross · c7 black cross · e7 white pawn · f7 black pawn · h7 black pawn · b6 white pawn · h6 black cross · f5 black cross · c4 black cross · a3 black cross · g3 black pawn · a2 white pawn · c2 white pawn · d2 black pawn · f2 black cross · h2 black cross · d1 black cross | e8 black cross · a7 black cross · c7 black cross · e7 white pawn · f7 black pawn · h7 black pawn · b6 white pawn · h6 black cross · f5 black cross · c4 black cross · a3 black cross · g3 black pawn · a2 white pawn · c2 white pawn · d2 black pawn · f2 black cross · h2 black cross · d1 black cross | e8 black cross · a7 black cross · c7 black cross · e7 white pawn · f7 black pawn · h7 black pawn · b6 white pawn · h6 black cross · f5 black cross · c4 black cross · a3 black cross · g3 black pawn · a2 white pawn · c2 white pawn · d2 black pawn · f2 black cross · h2 black cross · d1 black cross | e8 black cross · a7 black cross · c7 black cross · e7 white pawn · f7 black pawn · h7 black pawn · b6 white pawn · h6 black cross · f5 black cross · c4 black cross · a3 black cross · g3 black pawn · a2 white pawn · c2 white pawn · d2 black pawn · f2 black cross · h2 black cross · d1 black cross | e8 black cross · a7 black cross · c7 black cross · e7 white pawn · f7 black pawn · h7 black pawn · b6 white pawn · h6 black cross · f5 black cross · c4 black cross · a3 black cross · g3 black pawn · a2 white pawn · c2 white pawn · d2 black pawn · f2 black cross · h2 black cross · d1 black cross | e8 black cross · a7 black cross · c7 black cross · e7 white pawn · f7 black pawn · h7 black pawn · b6 white pawn · h6 black cross · f5 black cross · c4 black cross · a3 black cross · g3 black pawn · a2 white pawn · c2 white pawn · d2 black pawn · f2 black cross · h2 black cross · d1 black cross | 3 |
| 2 | e8 black cross · a7 black cross · c7 black cross · e7 white pawn · f7 black pawn · h7 black pawn · b6 white pawn · h6 black cross · f5 black cross · c4 black cross · a3 black cross · g3 black pawn · a2 white pawn · c2 white pawn · d2 black pawn · f2 black cross · h2 black cross · d1 black cross | e8 black cross · a7 black cross · c7 black cross · e7 white pawn · f7 black pawn · h7 black pawn · b6 white pawn · h6 black cross · f5 black cross · c4 black cross · a3 black cross · g3 black pawn · a2 white pawn · c2 white pawn · d2 black pawn · f2 black cross · h2 black cross · d1 black cross | e8 black cross · a7 black cross · c7 black cross · e7 white pawn · f7 black pawn · h7 black pawn · b6 white pawn · h6 black cross · f5 black cross · c4 black cross · a3 black cross · g3 black pawn · a2 white pawn · c2 white pawn · d2 black pawn · f2 black cross · h2 black cross · d1 black cross | e8 black cross · a7 black cross · c7 black cross · e7 white pawn · f7 black pawn · h7 black pawn · b6 white pawn · h6 black cross · f5 black cross · c4 black cross · a3 black cross · g3 black pawn · a2 white pawn · c2 white pawn · d2 black pawn · f2 black cross · h2 black cross · d1 black cross | e8 black cross · a7 black cross · c7 black cross · e7 white pawn · f7 black pawn · h7 black pawn · b6 white pawn · h6 black cross · f5 black cross · c4 black cross · a3 black cross · g3 black pawn · a2 white pawn · c2 white pawn · d2 black pawn · f2 black cross · h2 black cross · d1 black cross | e8 black cross · a7 black cross · c7 black cross · e7 white pawn · f7 black pawn · h7 black pawn · b6 white pawn · h6 black cross · f5 black cross · c4 black cross · a3 black cross · g3 black pawn · a2 white pawn · c2 white pawn · d2 black pawn · f2 black cross · h2 black cross · d1 black cross | e8 black cross · a7 black cross · c7 black cross · e7 white pawn · f7 black pawn · h7 black pawn · b6 white pawn · h6 black cross · f5 black cross · c4 black cross · a3 black cross · g3 black pawn · a2 white pawn · c2 white pawn · d2 black pawn · f2 black cross · h2 black cross · d1 black cross | e8 black cross · a7 black cross · c7 black cross · e7 white pawn · f7 black pawn · h7 black pawn · b6 white pawn · h6 black cross · f5 black cross · c4 black cross · a3 black cross · g3 black pawn · a2 white pawn · c2 white pawn · d2 black pawn · f2 black cross · h2 black cross · d1 black cross | 2 |
| 1 | e8 black cross · a7 black cross · c7 black cross · e7 white pawn · f7 black pawn · h7 black pawn · b6 white pawn · h6 black cross · f5 black cross · c4 black cross · a3 black cross · g3 black pawn · a2 white pawn · c2 white pawn · d2 black pawn · f2 black cross · h2 black cross · d1 black cross | e8 black cross · a7 black cross · c7 black cross · e7 white pawn · f7 black pawn · h7 black pawn · b6 white pawn · h6 black cross · f5 black cross · c4 black cross · a3 black cross · g3 black pawn · a2 white pawn · c2 white pawn · d2 black pawn · f2 black cross · h2 black cross · d1 black cross | e8 black cross · a7 black cross · c7 black cross · e7 white pawn · f7 black pawn · h7 black pawn · b6 white pawn · h6 black cross · f5 black cross · c4 black cross · a3 black cross · g3 black pawn · a2 white pawn · c2 white pawn · d2 black pawn · f2 black cross · h2 black cross · d1 black cross | e8 black cross · a7 black cross · c7 black cross · e7 white pawn · f7 black pawn · h7 black pawn · b6 white pawn · h6 black cross · f5 black cross · c4 black cross · a3 black cross · g3 black pawn · a2 white pawn · c2 white pawn · d2 black pawn · f2 black cross · h2 black cross · d1 black cross | e8 black cross · a7 black cross · c7 black cross · e7 white pawn · f7 black pawn · h7 black pawn · b6 white pawn · h6 black cross · f5 black cross · c4 black cross · a3 black cross · g3 black pawn · a2 white pawn · c2 white pawn · d2 black pawn · f2 black cross · h2 black cross · d1 black cross | e8 black cross · a7 black cross · c7 black cross · e7 white pawn · f7 black pawn · h7 black pawn · b6 white pawn · h6 black cross · f5 black cross · c4 black cross · a3 black cross · g3 black pawn · a2 white pawn · c2 white pawn · d2 black pawn · f2 black cross · h2 black cross · d1 black cross | e8 black cross · a7 black cross · c7 black cross · e7 white pawn · f7 black pawn · h7 black pawn · b6 white pawn · h6 black cross · f5 black cross · c4 black cross · a3 black cross · g3 black pawn · a2 white pawn · c2 white pawn · d2 black pawn · f2 black cross · h2 black cross · d1 black cross | e8 black cross · a7 black cross · c7 black cross · e7 white pawn · f7 black pawn · h7 black pawn · b6 white pawn · h6 black cross · f5 black cross · c4 black cross · a3 black cross · g3 black pawn · a2 white pawn · c2 white pawn · d2 black pawn · f2 black cross · h2 black cross · d1 black cross | 1 |
|   | a | b | c | d | e | f | g | h |   |

În diagrama 1 sunt prezentate mutările posibile ale pionilor.
Pionii pot muta doar câte un câmp, numai înainte, pe verticală, dacă acel câmp este liber. Este cazul pionilor albi de la a2 și e7 care pot muta la a3, primul, respectiv la e8, al doilea. Este, de asemenea, cazul pionilor negri de la d2 și h7, care pot muta la d1 și h6. 
Există doar o singură excepție de la regula mutării pionului doar un câmp, numai înainte. Dacă pionul nu a fost mutat deloc, adică se află de la începutul jocului pe câmpul inițial (vedeți diagrama 2), atunci poate fi mutat, doar o singură dată, două câmpuri, până la jumătatea "câmpului de bătălie", care este tabla de șah. Este cazul pionilor albi a2 și c2 care pot fi mutați nu numai la a3 și c3, dar și la a4 și c4. Este, de asemenea, cazul pionilor negri de la f7 și h7, care pot fi mutați fie la f6 și h6 sau la f5 și h5. 
|   | a                                                                                                 | b                                                                                                 | c                                                                                                 | d                                                                                                 | e                                                                                                 | f                                                                                                 | g                                                                                                 | h                                                                                                 |   |
| 8 | b6 black rook · d6 black knight · c5 white pawn · g3 black pawn · f2 white rook · h2 white knight | b6 black rook · d6 black knight · c5 white pawn · g3 black pawn · f2 white rook · h2 white knight | b6 black rook · d6 black knight · c5 white pawn · g3 black pawn · f2 white rook · h2 white knight | b6 black rook · d6 black knight · c5 white pawn · g3 black pawn · f2 white rook · h2 white knight | b6 black rook · d6 black knight · c5 white pawn · g3 black pawn · f2 white rook · h2 white knight | b6 black rook · d6 black knight · c5 white pawn · g3 black pawn · f2 white rook · h2 white knight | b6 black rook · d6 black knight · c5 white pawn · g3 black pawn · f2 white rook · h2 white knight | b6 black rook · d6 black knight · c5 white pawn · g3 black pawn · f2 white rook · h2 white knight | 8 |
| 7 | b6 black rook · d6 black knight · c5 white pawn · g3 black pawn · f2 white rook · h2 white knight | b6 black rook · d6 black knight · c5 white pawn · g3 black pawn · f2 white rook · h2 white knight | b6 black rook · d6 black knight · c5 white pawn · g3 black pawn · f2 white rook · h2 white knight | b6 black rook · d6 black knight · c5 white pawn · g3 black pawn · f2 white rook · h2 white knight | b6 black rook · d6 black knight · c5 white pawn · g3 black pawn · f2 white rook · h2 white knight | b6 black rook · d6 black knight · c5 white pawn · g3 black pawn · f2 white rook · h2 white knight | b6 black rook · d6 black knight · c5 white pawn · g3 black pawn · f2 white rook · h2 white knight | b6 black rook · d6 black knight · c5 white pawn · g3 black pawn · f2 white rook · h2 white knight | 7 |
| 6 | b6 black rook · d6 black knight · c5 white pawn · g3 black pawn · f2 white rook · h2 white knight | b6 black rook · d6 black knight · c5 white pawn · g3 black pawn · f2 white rook · h2 white knight | b6 black rook · d6 black knight · c5 white pawn · g3 black pawn · f2 white rook · h2 white knight | b6 black rook · d6 black knight · c5 white pawn · g3 black pawn · f2 white rook · h2 white knight | b6 black rook · d6 black knight · c5 white pawn · g3 black pawn · f2 white rook · h2 white knight | b6 black rook · d6 black knight · c5 white pawn · g3 black pawn · f2 white rook · h2 white knight | b6 black rook · d6 black knight · c5 white pawn · g3 black pawn · f2 white rook · h2 white knight | b6 black rook · d6 black knight · c5 white pawn · g3 black pawn · f2 white rook · h2 white knight | 6 |
| 5 | b6 black rook · d6 black knight · c5 white pawn · g3 black pawn · f2 white rook · h2 white knight | b6 black rook · d6 black knight · c5 white pawn · g3 black pawn · f2 white rook · h2 white knight | b6 black rook · d6 black knight · c5 white pawn · g3 black pawn · f2 white rook · h2 white knight | b6 black rook · d6 black knight · c5 white pawn · g3 black pawn · f2 white rook · h2 white knight | b6 black rook · d6 black knight · c5 white pawn · g3 black pawn · f2 white rook · h2 white knight | b6 black rook · d6 black knight · c5 white pawn · g3 black pawn · f2 white rook · h2 white knight | b6 black rook · d6 black knight · c5 white pawn · g3 black pawn · f2 white rook · h2 white knight | b6 black rook · d6 black knight · c5 white pawn · g3 black pawn · f2 white rook · h2 white knight | 5 |
| 4 | b6 black rook · d6 black knight · c5 white pawn · g3 black pawn · f2 white rook · h2 white knight | b6 black rook · d6 black knight · c5 white pawn · g3 black pawn · f2 white rook · h2 white knight | b6 black rook · d6 black knight · c5 white pawn · g3 black pawn · f2 white rook · h2 white knight | b6 black rook · d6 black knight · c5 white pawn · g3 black pawn · f2 white rook · h2 white knight | b6 black rook · d6 black knight · c5 white pawn · g3 black pawn · f2 white rook · h2 white knight | b6 black rook · d6 black knight · c5 white pawn · g3 black pawn · f2 white rook · h2 white knight | b6 black rook · d6 black knight · c5 white pawn · g3 black pawn · f2 white rook · h2 white knight | b6 black rook · d6 black knight · c5 white pawn · g3 black pawn · f2 white rook · h2 white knight | 4 |
| 3 | b6 black rook · d6 black knight · c5 white pawn · g3 black pawn · f2 white rook · h2 white knight | b6 black rook · d6 black knight · c5 white pawn · g3 black pawn · f2 white rook · h2 white knight | b6 black rook · d6 black knight · c5 white pawn · g3 black pawn · f2 white rook · h2 white knight | b6 black rook · d6 black knight · c5 white pawn · g3 black pawn · f2 white rook · h2 white knight | b6 black rook · d6 black knight · c5 white pawn · g3 black pawn · f2 white rook · h2 white knight | b6 black rook · d6 black knight · c5 white pawn · g3 black pawn · f2 white rook · h2 white knight | b6 black rook · d6 black knight · c5 white pawn · g3 black pawn · f2 white rook · h2 white knight | b6 black rook · d6 black knight · c5 white pawn · g3 black pawn · f2 white rook · h2 white knight | 3 |
| 2 | b6 black rook · d6 black knight · c5 white pawn · g3 black pawn · f2 white rook · h2 white knight | b6 black rook · d6 black knight · c5 white pawn · g3 black pawn · f2 white rook · h2 white knight | b6 black rook · d6 black knight · c5 white pawn · g3 black pawn · f2 white rook · h2 white knight | b6 black rook · d6 black knight · c5 white pawn · g3 black pawn · f2 white rook · h2 white knight | b6 black rook · d6 black knight · c5 white pawn · g3 black pawn · f2 white rook · h2 white knight | b6 black rook · d6 black knight · c5 white pawn · g3 black pawn · f2 white rook · h2 white knight | b6 black rook · d6 black knight · c5 white pawn · g3 black pawn · f2 white rook · h2 white knight | b6 black rook · d6 black knight · c5 white pawn · g3 black pawn · f2 white rook · h2 white knight | 2 |
| 1 | b6 black rook · d6 black knight · c5 white pawn · g3 black pawn · f2 white rook · h2 white knight | b6 black rook · d6 black knight · c5 white pawn · g3 black pawn · f2 white rook · h2 white knight | b6 black rook · d6 black knight · c5 white pawn · g3 black pawn · f2 white rook · h2 white knight | b6 black rook · d6 black knight · c5 white pawn · g3 black pawn · f2 white rook · h2 white knight | b6 black rook · d6 black knight · c5 white pawn · g3 black pawn · f2 white rook · h2 white knight | b6 black rook · d6 black knight · c5 white pawn · g3 black pawn · f2 white rook · h2 white knight | b6 black rook · d6 black knight · c5 white pawn · g3 black pawn · f2 white rook · h2 white knight | b6 black rook · d6 black knight · c5 white pawn · g3 black pawn · f2 white rook · h2 white knight | 1 |
|   | a                                                                                                 | b                                                                                                 | c                                                                                                 | d                                                                                                 | e                                                                                                 | f                                                                                                 | g                                                                                                 | h                                                                                                 |   |

|   | a                                                                                               | b                                                                                               | c                                                                                               | d                                                                                               | e                                                                                               | f                                                                                               | g                                                                                               | h                                                                                               |   |
| 8 | c6 black cross · c5 black pawn · d5 white pawn · f4 black pawn · g4 white pawn · g3 black cross | c6 black cross · c5 black pawn · d5 white pawn · f4 black pawn · g4 white pawn · g3 black cross | c6 black cross · c5 black pawn · d5 white pawn · f4 black pawn · g4 white pawn · g3 black cross | c6 black cross · c5 black pawn · d5 white pawn · f4 black pawn · g4 white pawn · g3 black cross | c6 black cross · c5 black pawn · d5 white pawn · f4 black pawn · g4 white pawn · g3 black cross | c6 black cross · c5 black pawn · d5 white pawn · f4 black pawn · g4 white pawn · g3 black cross | c6 black cross · c5 black pawn · d5 white pawn · f4 black pawn · g4 white pawn · g3 black cross | c6 black cross · c5 black pawn · d5 white pawn · f4 black pawn · g4 white pawn · g3 black cross | 8 |
| 7 | c6 black cross · c5 black pawn · d5 white pawn · f4 black pawn · g4 white pawn · g3 black cross | c6 black cross · c5 black pawn · d5 white pawn · f4 black pawn · g4 white pawn · g3 black cross | c6 black cross · c5 black pawn · d5 white pawn · f4 black pawn · g4 white pawn · g3 black cross | c6 black cross · c5 black pawn · d5 white pawn · f4 black pawn · g4 white pawn · g3 black cross | c6 black cross · c5 black pawn · d5 white pawn · f4 black pawn · g4 white pawn · g3 black cross | c6 black cross · c5 black pawn · d5 white pawn · f4 black pawn · g4 white pawn · g3 black cross | c6 black cross · c5 black pawn · d5 white pawn · f4 black pawn · g4 white pawn · g3 black cross | c6 black cross · c5 black pawn · d5 white pawn · f4 black pawn · g4 white pawn · g3 black cross | 7 |
| 6 | c6 black cross · c5 black pawn · d5 white pawn · f4 black pawn · g4 white pawn · g3 black cross | c6 black cross · c5 black pawn · d5 white pawn · f4 black pawn · g4 white pawn · g3 black cross | c6 black cross · c5 black pawn · d5 white pawn · f4 black pawn · g4 white pawn · g3 black cross | c6 black cross · c5 black pawn · d5 white pawn · f4 black pawn · g4 white pawn · g3 black cross | c6 black cross · c5 black pawn · d5 white pawn · f4 black pawn · g4 white pawn · g3 black cross | c6 black cross · c5 black pawn · d5 white pawn · f4 black pawn · g4 white pawn · g3 black cross | c6 black cross · c5 black pawn · d5 white pawn · f4 black pawn · g4 white pawn · g3 black cross | c6 black cross · c5 black pawn · d5 white pawn · f4 black pawn · g4 white pawn · g3 black cross | 6 |
| 5 | c6 black cross · c5 black pawn · d5 white pawn · f4 black pawn · g4 white pawn · g3 black cross | c6 black cross · c5 black pawn · d5 white pawn · f4 black pawn · g4 white pawn · g3 black cross | c6 black cross · c5 black pawn · d5 white pawn · f4 black pawn · g4 white pawn · g3 black cross | c6 black cross · c5 black pawn · d5 white pawn · f4 black pawn · g4 white pawn · g3 black cross | c6 black cross · c5 black pawn · d5 white pawn · f4 black pawn · g4 white pawn · g3 black cross | c6 black cross · c5 black pawn · d5 white pawn · f4 black pawn · g4 white pawn · g3 black cross | c6 black cross · c5 black pawn · d5 white pawn · f4 black pawn · g4 white pawn · g3 black cross | c6 black cross · c5 black pawn · d5 white pawn · f4 black pawn · g4 white pawn · g3 black cross | 5 |
| 4 | c6 black cross · c5 black pawn · d5 white pawn · f4 black pawn · g4 white pawn · g3 black cross | c6 black cross · c5 black pawn · d5 white pawn · f4 black pawn · g4 white pawn · g3 black cross | c6 black cross · c5 black pawn · d5 white pawn · f4 black pawn · g4 white pawn · g3 black cross | c6 black cross · c5 black pawn · d5 white pawn · f4 black pawn · g4 white pawn · g3 black cross | c6 black cross · c5 black pawn · d5 white pawn · f4 black pawn · g4 white pawn · g3 black cross | c6 black cross · c5 black pawn · d5 white pawn · f4 black pawn · g4 white pawn · g3 black cross | c6 black cross · c5 black pawn · d5 white pawn · f4 black pawn · g4 white pawn · g3 black cross | c6 black cross · c5 black pawn · d5 white pawn · f4 black pawn · g4 white pawn · g3 black cross | 4 |
| 3 | c6 black cross · c5 black pawn · d5 white pawn · f4 black pawn · g4 white pawn · g3 black cross | c6 black cross · c5 black pawn · d5 white pawn · f4 black pawn · g4 white pawn · g3 black cross | c6 black cross · c5 black pawn · d5 white pawn · f4 black pawn · g4 white pawn · g3 black cross | c6 black cross · c5 black pawn · d5 white pawn · f4 black pawn · g4 white pawn · g3 black cross | c6 black cross · c5 black pawn · d5 white pawn · f4 black pawn · g4 white pawn · g3 black cross | c6 black cross · c5 black pawn · d5 white pawn · f4 black pawn · g4 white pawn · g3 black cross | c6 black cross · c5 black pawn · d5 white pawn · f4 black pawn · g4 white pawn · g3 black cross | c6 black cross · c5 black pawn · d5 white pawn · f4 black pawn · g4 white pawn · g3 black cross | 3 |
| 2 | c6 black cross · c5 black pawn · d5 white pawn · f4 black pawn · g4 white pawn · g3 black cross | c6 black cross · c5 black pawn · d5 white pawn · f4 black pawn · g4 white pawn · g3 black cross | c6 black cross · c5 black pawn · d5 white pawn · f4 black pawn · g4 white pawn · g3 black cross | c6 black cross · c5 black pawn · d5 white pawn · f4 black pawn · g4 white pawn · g3 black cross | c6 black cross · c5 black pawn · d5 white pawn · f4 black pawn · g4 white pawn · g3 black cross | c6 black cross · c5 black pawn · d5 white pawn · f4 black pawn · g4 white pawn · g3 black cross | c6 black cross · c5 black pawn · d5 white pawn · f4 black pawn · g4 white pawn · g3 black cross | c6 black cross · c5 black pawn · d5 white pawn · f4 black pawn · g4 white pawn · g3 black cross | 2 |
| 1 | c6 black cross · c5 black pawn · d5 white pawn · f4 black pawn · g4 white pawn · g3 black cross | c6 black cross · c5 black pawn · d5 white pawn · f4 black pawn · g4 white pawn · g3 black cross | c6 black cross · c5 black pawn · d5 white pawn · f4 black pawn · g4 white pawn · g3 black cross | c6 black cross · c5 black pawn · d5 white pawn · f4 black pawn · g4 white pawn · g3 black cross | c6 black cross · c5 black pawn · d5 white pawn · f4 black pawn · g4 white pawn · g3 black cross | c6 black cross · c5 black pawn · d5 white pawn · f4 black pawn · g4 white pawn · g3 black cross | c6 black cross · c5 black pawn · d5 white pawn · f4 black pawn · g4 white pawn · g3 black cross | c6 black cross · c5 black pawn · d5 white pawn · f4 black pawn · g4 white pawn · g3 black cross | 1 |
|   | a                                                                                               | b                                                                                               | c                                                                                               | d                                                                                               | e                                                                                               | f                                                                                               | g                                                                                               | h                                                                                               |   |

## Atacul și capturarea
Spre deosebire de celelalte piese ale jocului de șah, care atacă exact pe direcția lor de mutare, la pioni modurile de deplasare și atac (capturare)diferă, deplasarea se face vertical, iar capturarea pe diagonală.
În diagrama 1, este cazul pionului alb de la c5 și a celui negru de la g3.  Pionul alb de la b6 poate înainta doar un câmp, la b7, dar ar putea captura orice piesă adversă aflată fie la a7 sau la c7.  Similar, pionul negru de la g3 poate înainta doar un câmp, la g2, dar ar putea captura orice piesă adversă aflată fie la a7 sau la c7. 
O formă specială de atac și capturare, numită en passant, se poate aplica numai capturării unui pion de către alt pion în condiții speciale (vedeți diagrama corespunzătoare). Pionul expus atacului și capturării „en passant” trebuie să fi fost mutat două câmpuri trecând pe lângă cel advers, deci fiind în câmpul său de atac. Dreptul de capturare „en passant” se pierde dacă capturarea nu se efectuează la  mișcarea următoare.

## Blocarea pionilor
Datorită mobilității reduse a pionilor, aceștia nu trebuie întotdeauna capturați. Uneori, din rațiuni de strategie, este preferabilă blocarea acestora.  Blocarea pionilor se realizează prin plasarea unei piese adverse pe unicul câmp pe care pionul ar putea muta la un moment dat.
Blocarea poate fi eficientă în multe cazuri, dar poate fi și o sabie cu două tăișuri, întrucât prin blocarea pionilor nu se realizează și anularea funcției de atac a acestora.  Chiar blocați, pionii pot, evident, ataca și captura pe diagonală.
Ca o curiozitate, un pion poate avea un număr de maxim 4 (patru) mutări, de exemplu în următoarea situație, cu albul la mutare: Alb: pion e2; Negru: pion d3, pion f3. În aceasta situație, albul poate: 1. captura pionul negru din d3; 2. captura pionul negru din f3; 3. muta la e3; 4. muta la e4.

## Transformarea pionilor în piese majore
Deși considerat modest și lesne de sacrificat, totuși pionului i se rezervă un loc special în jocul de șah, putând deveni orice piesă majoră dorește jucătorul (damă, turn, cal sau nebun), cu excepția regelui.  
La capătul cursei sale solitare pe verticală, dacă scapă de toate pericolele de capturare sau blocare, orice pion se poate transforma într-o altă piesă majoră, care devine activă în clipa transformării. 
Spre exemplu, în diagrama 1, dacă pionul negru de la d2 sau cel alb de la e7 fac mișcările finale la d1, respectiv la e8, se transformă fiecare într-o altă piesă majoră de aceeași culoare.  Totuși, la schimbarea pionului sunt preferate damele, din motivul că sunt piesele cele mai puternice. 
Teoretic, orice jucător de șah are la începutul jocului alături de o damă, alte 8 potențiale dame, dacă toți cei opt pioni ar fi transformați, la limită, în dame.  Acest amănunt, adesea uitat, al puterii „modestului” pion dă un cu totul alt înțeles faimosului citat al lui Napoleon Bonaparte referitor la „bastonul de mareșal” purtat de fiecare soldat în ranița sa.

## Poziția inițială a pionilor
|   | a | b | c | d | e | f | g | h |   |
| 8 | a7 black pawn · b7 black pawn · c7 black pawn · d7 black pawn · e7 black pawn · f7 black pawn · g7 black pawn · h7 black pawn · a6 black cross · b6 black cross · c6 black cross · d6 black cross · e6 black cross · f6 black cross · g6 black cross · h6 black cross · a3 black cross · b3 black cross · c3 black cross · d3 black cross · e3 black cross · f3 black cross · g3 black cross · h3 black cross · a2 white pawn · b2 white pawn · c2 white pawn · d2 white pawn · e2 white pawn · f2 white pawn · g2 white pawn · h2 white pawn | a7 black pawn · b7 black pawn · c7 black pawn · d7 black pawn · e7 black pawn · f7 black pawn · g7 black pawn · h7 black pawn · a6 black cross · b6 black cross · c6 black cross · d6 black cross · e6 black cross · f6 black cross · g6 black cross · h6 black cross · a3 black cross · b3 black cross · c3 black cross · d3 black cross · e3 black cross · f3 black cross · g3 black cross · h3 black cross · a2 white pawn · b2 white pawn · c2 white pawn · d2 white pawn · e2 white pawn · f2 white pawn · g2 white pawn · h2 white pawn | a7 black pawn · b7 black pawn · c7 black pawn · d7 black pawn · e7 black pawn · f7 black pawn · g7 black pawn · h7 black pawn · a6 black cross · b6 black cross · c6 black cross · d6 black cross · e6 black cross · f6 black cross · g6 black cross · h6 black cross · a3 black cross · b3 black cross · c3 black cross · d3 black cross · e3 black cross · f3 black cross · g3 black cross · h3 black cross · a2 white pawn · b2 white pawn · c2 white pawn · d2 white pawn · e2 white pawn · f2 white pawn · g2 white pawn · h2 white pawn | a7 black pawn · b7 black pawn · c7 black pawn · d7 black pawn · e7 black pawn · f7 black pawn · g7 black pawn · h7 black pawn · a6 black cross · b6 black cross · c6 black cross · d6 black cross · e6 black cross · f6 black cross · g6 black cross · h6 black cross · a3 black cross · b3 black cross · c3 black cross · d3 black cross · e3 black cross · f3 black cross · g3 black cross · h3 black cross · a2 white pawn · b2 white pawn · c2 white pawn · d2 white pawn · e2 white pawn · f2 white pawn · g2 white pawn · h2 white pawn | a7 black pawn · b7 black pawn · c7 black pawn · d7 black pawn · e7 black pawn · f7 black pawn · g7 black pawn · h7 black pawn · a6 black cross · b6 black cross · c6 black cross · d6 black cross · e6 black cross · f6 black cross · g6 black cross · h6 black cross · a3 black cross · b3 black cross · c3 black cross · d3 black cross · e3 black cross · f3 black cross · g3 black cross · h3 black cross · a2 white pawn · b2 white pawn · c2 white pawn · d2 white pawn · e2 white pawn · f2 white pawn · g2 white pawn · h2 white pawn | a7 black pawn · b7 black pawn · c7 black pawn · d7 black pawn · e7 black pawn · f7 black pawn · g7 black pawn · h7 black pawn · a6 black cross · b6 black cross · c6 black cross · d6 black cross · e6 black cross · f6 black cross · g6 black cross · h6 black cross · a3 black cross · b3 black cross · c3 black cross · d3 black cross · e3 black cross · f3 black cross · g3 black cross · h3 black cross · a2 white pawn · b2 white pawn · c2 white pawn · d2 white pawn · e2 white pawn · f2 white pawn · g2 white pawn · h2 white pawn | a7 black pawn · b7 black pawn · c7 black pawn · d7 black pawn · e7 black pawn · f7 black pawn · g7 black pawn · h7 black pawn · a6 black cross · b6 black cross · c6 black cross · d6 black cross · e6 black cross · f6 black cross · g6 black cross · h6 black cross · a3 black cross · b3 black cross · c3 black cross · d3 black cross · e3 black cross · f3 black cross · g3 black cross · h3 black cross · a2 white pawn · b2 white pawn · c2 white pawn · d2 white pawn · e2 white pawn · f2 white pawn · g2 white pawn · h2 white pawn | a7 black pawn · b7 black pawn · c7 black pawn · d7 black pawn · e7 black pawn · f7 black pawn · g7 black pawn · h7 black pawn · a6 black cross · b6 black cross · c6 black cross · d6 black cross · e6 black cross · f6 black cross · g6 black cross · h6 black cross · a3 black cross · b3 black cross · c3 black cross · d3 black cross · e3 black cross · f3 black cross · g3 black cross · h3 black cross · a2 white pawn · b2 white pawn · c2 white pawn · d2 white pawn · e2 white pawn · f2 white pawn · g2 white pawn · h2 white pawn | 8 |
| 7 | a7 black pawn · b7 black pawn · c7 black pawn · d7 black pawn · e7 black pawn · f7 black pawn · g7 black pawn · h7 black pawn · a6 black cross · b6 black cross · c6 black cross · d6 black cross · e6 black cross · f6 black cross · g6 black cross · h6 black cross · a3 black cross · b3 black cross · c3 black cross · d3 black cross · e3 black cross · f3 black cross · g3 black cross · h3 black cross · a2 white pawn · b2 white pawn · c2 white pawn · d2 white pawn · e2 white pawn · f2 white pawn · g2 white pawn · h2 white pawn | a7 black pawn · b7 black pawn · c7 black pawn · d7 black pawn · e7 black pawn · f7 black pawn · g7 black pawn · h7 black pawn · a6 black cross · b6 black cross · c6 black cross · d6 black cross · e6 black cross · f6 black cross · g6 black cross · h6 black cross · a3 black cross · b3 black cross · c3 black cross · d3 black cross · e3 black cross · f3 black cross · g3 black cross · h3 black cross · a2 white pawn · b2 white pawn · c2 white pawn · d2 white pawn · e2 white pawn · f2 white pawn · g2 white pawn · h2 white pawn | a7 black pawn · b7 black pawn · c7 black pawn · d7 black pawn · e7 black pawn · f7 black pawn · g7 black pawn · h7 black pawn · a6 black cross · b6 black cross · c6 black cross · d6 black cross · e6 black cross · f6 black cross · g6 black cross · h6 black cross · a3 black cross · b3 black cross · c3 black cross · d3 black cross · e3 black cross · f3 black cross · g3 black cross · h3 black cross · a2 white pawn · b2 white pawn · c2 white pawn · d2 white pawn · e2 white pawn · f2 white pawn · g2 white pawn · h2 white pawn | a7 black pawn · b7 black pawn · c7 black pawn · d7 black pawn · e7 black pawn · f7 black pawn · g7 black pawn · h7 black pawn · a6 black cross · b6 black cross · c6 black cross · d6 black cross · e6 black cross · f6 black cross · g6 black cross · h6 black cross · a3 black cross · b3 black cross · c3 black cross · d3 black cross · e3 black cross · f3 black cross · g3 black cross · h3 black cross · a2 white pawn · b2 white pawn · c2 white pawn · d2 white pawn · e2 white pawn · f2 white pawn · g2 white pawn · h2 white pawn | a7 black pawn · b7 black pawn · c7 black pawn · d7 black pawn · e7 black pawn · f7 black pawn · g7 black pawn · h7 black pawn · a6 black cross · b6 black cross · c6 black cross · d6 black cross · e6 black cross · f6 black cross · g6 black cross · h6 black cross · a3 black cross · b3 black cross · c3 black cross · d3 black cross · e3 black cross · f3 black cross · g3 black cross · h3 black cross · a2 white pawn · b2 white pawn · c2 white pawn · d2 white pawn · e2 white pawn · f2 white pawn · g2 white pawn · h2 white pawn | a7 black pawn · b7 black pawn · c7 black pawn · d7 black pawn · e7 black pawn · f7 black pawn · g7 black pawn · h7 black pawn · a6 black cross · b6 black cross · c6 black cross · d6 black cross · e6 black cross · f6 black cross · g6 black cross · h6 black cross · a3 black cross · b3 black cross · c3 black cross · d3 black cross · e3 black cross · f3 black cross · g3 black cross · h3 black cross · a2 white pawn · b2 white pawn · c2 white pawn · d2 white pawn · e2 white pawn · f2 white pawn · g2 white pawn · h2 white pawn | a7 black pawn · b7 black pawn · c7 black pawn · d7 black pawn · e7 black pawn · f7 black pawn · g7 black pawn · h7 black pawn · a6 black cross · b6 black cross · c6 black cross · d6 black cross · e6 black cross · f6 black cross · g6 black cross · h6 black cross · a3 black cross · b3 black cross · c3 black cross · d3 black cross · e3 black cross · f3 black cross · g3 black cross · h3 black cross · a2 white pawn · b2 white pawn · c2 white pawn · d2 white pawn · e2 white pawn · f2 white pawn · g2 white pawn · h2 white pawn | a7 black pawn · b7 black pawn · c7 black pawn · d7 black pawn · e7 black pawn · f7 black pawn · g7 black pawn · h7 black pawn · a6 black cross · b6 black cross · c6 black cross · d6 black cross · e6 black cross · f6 black cross · g6 black cross · h6 black cross · a3 black cross · b3 black cross · c3 black cross · d3 black cross · e3 black cross · f3 black cross · g3 black cross · h3 black cross · a2 white pawn · b2 white pawn · c2 white pawn · d2 white pawn · e2 white pawn · f2 white pawn · g2 white pawn · h2 white pawn | 7 |
| 6 | a7 black pawn · b7 black pawn · c7 black pawn · d7 black pawn · e7 black pawn · f7 black pawn · g7 black pawn · h7 black pawn · a6 black cross · b6 black cross · c6 black cross · d6 black cross · e6 black cross · f6 black cross · g6 black cross · h6 black cross · a3 black cross · b3 black cross · c3 black cross · d3 black cross · e3 black cross · f3 black cross · g3 black cross · h3 black cross · a2 white pawn · b2 white pawn · c2 white pawn · d2 white pawn · e2 white pawn · f2 white pawn · g2 white pawn · h2 white pawn | a7 black pawn · b7 black pawn · c7 black pawn · d7 black pawn · e7 black pawn · f7 black pawn · g7 black pawn · h7 black pawn · a6 black cross · b6 black cross · c6 black cross · d6 black cross · e6 black cross · f6 black cross · g6 black cross · h6 black cross · a3 black cross · b3 black cross · c3 black cross · d3 black cross · e3 black cross · f3 black cross · g3 black cross · h3 black cross · a2 white pawn · b2 white pawn · c2 white pawn · d2 white pawn · e2 white pawn · f2 white pawn · g2 white pawn · h2 white pawn | a7 black pawn · b7 black pawn · c7 black pawn · d7 black pawn · e7 black pawn · f7 black pawn · g7 black pawn · h7 black pawn · a6 black cross · b6 black cross · c6 black cross · d6 black cross · e6 black cross · f6 black cross · g6 black cross · h6 black cross · a3 black cross · b3 black cross · c3 black cross · d3 black cross · e3 black cross · f3 black cross · g3 black cross · h3 black cross · a2 white pawn · b2 white pawn · c2 white pawn · d2 white pawn · e2 white pawn · f2 white pawn · g2 white pawn · h2 white pawn | a7 black pawn · b7 black pawn · c7 black pawn · d7 black pawn · e7 black pawn · f7 black pawn · g7 black pawn · h7 black pawn · a6 black cross · b6 black cross · c6 black cross · d6 black cross · e6 black cross · f6 black cross · g6 black cross · h6 black cross · a3 black cross · b3 black cross · c3 black cross · d3 black cross · e3 black cross · f3 black cross · g3 black cross · h3 black cross · a2 white pawn · b2 white pawn · c2 white pawn · d2 white pawn · e2 white pawn · f2 white pawn · g2 white pawn · h2 white pawn | a7 black pawn · b7 black pawn · c7 black pawn · d7 black pawn · e7 black pawn · f7 black pawn · g7 black pawn · h7 black pawn · a6 black cross · b6 black cross · c6 black cross · d6 black cross · e6 black cross · f6 black cross · g6 black cross · h6 black cross · a3 black cross · b3 black cross · c3 black cross · d3 black cross · e3 black cross · f3 black cross · g3 black cross · h3 black cross · a2 white pawn · b2 white pawn · c2 white pawn · d2 white pawn · e2 white pawn · f2 white pawn · g2 white pawn · h2 white pawn | a7 black pawn · b7 black pawn · c7 black pawn · d7 black pawn · e7 black pawn · f7 black pawn · g7 black pawn · h7 black pawn · a6 black cross · b6 black cross · c6 black cross · d6 black cross · e6 black cross · f6 black cross · g6 black cross · h6 black cross · a3 black cross · b3 black cross · c3 black cross · d3 black cross · e3 black cross · f3 black cross · g3 black cross · h3 black cross · a2 white pawn · b2 white pawn · c2 white pawn · d2 white pawn · e2 white pawn · f2 white pawn · g2 white pawn · h2 white pawn | a7 black pawn · b7 black pawn · c7 black pawn · d7 black pawn · e7 black pawn · f7 black pawn · g7 black pawn · h7 black pawn · a6 black cross · b6 black cross · c6 black cross · d6 black cross · e6 black cross · f6 black cross · g6 black cross · h6 black cross · a3 black cross · b3 black cross · c3 black cross · d3 black cross · e3 black cross · f3 black cross · g3 black cross · h3 black cross · a2 white pawn · b2 white pawn · c2 white pawn · d2 white pawn · e2 white pawn · f2 white pawn · g2 white pawn · h2 white pawn | a7 black pawn · b7 black pawn · c7 black pawn · d7 black pawn · e7 black pawn · f7 black pawn · g7 black pawn · h7 black pawn · a6 black cross · b6 black cross · c6 black cross · d6 black cross · e6 black cross · f6 black cross · g6 black cross · h6 black cross · a3 black cross · b3 black cross · c3 black cross · d3 black cross · e3 black cross · f3 black cross · g3 black cross · h3 black cross · a2 white pawn · b2 white pawn · c2 white pawn · d2 white pawn · e2 white pawn · f2 white pawn · g2 white pawn · h2 white pawn | 6 |
| 5 | a7 black pawn · b7 black pawn · c7 black pawn · d7 black pawn · e7 black pawn · f7 black pawn · g7 black pawn · h7 black pawn · a6 black cross · b6 black cross · c6 black cross · d6 black cross · e6 black cross · f6 black cross · g6 black cross · h6 black cross · a3 black cross · b3 black cross · c3 black cross · d3 black cross · e3 black cross · f3 black cross · g3 black cross · h3 black cross · a2 white pawn · b2 white pawn · c2 white pawn · d2 white pawn · e2 white pawn · f2 white pawn · g2 white pawn · h2 white pawn | a7 black pawn · b7 black pawn · c7 black pawn · d7 black pawn · e7 black pawn · f7 black pawn · g7 black pawn · h7 black pawn · a6 black cross · b6 black cross · c6 black cross · d6 black cross · e6 black cross · f6 black cross · g6 black cross · h6 black cross · a3 black cross · b3 black cross · c3 black cross · d3 black cross · e3 black cross · f3 black cross · g3 black cross · h3 black cross · a2 white pawn · b2 white pawn · c2 white pawn · d2 white pawn · e2 white pawn · f2 white pawn · g2 white pawn · h2 white pawn | a7 black pawn · b7 black pawn · c7 black pawn · d7 black pawn · e7 black pawn · f7 black pawn · g7 black pawn · h7 black pawn · a6 black cross · b6 black cross · c6 black cross · d6 black cross · e6 black cross · f6 black cross · g6 black cross · h6 black cross · a3 black cross · b3 black cross · c3 black cross · d3 black cross · e3 black cross · f3 black cross · g3 black cross · h3 black cross · a2 white pawn · b2 white pawn · c2 white pawn · d2 white pawn · e2 white pawn · f2 white pawn · g2 white pawn · h2 white pawn | a7 black pawn · b7 black pawn · c7 black pawn · d7 black pawn · e7 black pawn · f7 black pawn · g7 black pawn · h7 black pawn · a6 black cross · b6 black cross · c6 black cross · d6 black cross · e6 black cross · f6 black cross · g6 black cross · h6 black cross · a3 black cross · b3 black cross · c3 black cross · d3 black cross · e3 black cross · f3 black cross · g3 black cross · h3 black cross · a2 white pawn · b2 white pawn · c2 white pawn · d2 white pawn · e2 white pawn · f2 white pawn · g2 white pawn · h2 white pawn | a7 black pawn · b7 black pawn · c7 black pawn · d7 black pawn · e7 black pawn · f7 black pawn · g7 black pawn · h7 black pawn · a6 black cross · b6 black cross · c6 black cross · d6 black cross · e6 black cross · f6 black cross · g6 black cross · h6 black cross · a3 black cross · b3 black cross · c3 black cross · d3 black cross · e3 black cross · f3 black cross · g3 black cross · h3 black cross · a2 white pawn · b2 white pawn · c2 white pawn · d2 white pawn · e2 white pawn · f2 white pawn · g2 white pawn · h2 white pawn | a7 black pawn · b7 black pawn · c7 black pawn · d7 black pawn · e7 black pawn · f7 black pawn · g7 black pawn · h7 black pawn · a6 black cross · b6 black cross · c6 black cross · d6 black cross · e6 black cross · f6 black cross · g6 black cross · h6 black cross · a3 black cross · b3 black cross · c3 black cross · d3 black cross · e3 black cross · f3 black cross · g3 black cross · h3 black cross · a2 white pawn · b2 white pawn · c2 white pawn · d2 white pawn · e2 white pawn · f2 white pawn · g2 white pawn · h2 white pawn | a7 black pawn · b7 black pawn · c7 black pawn · d7 black pawn · e7 black pawn · f7 black pawn · g7 black pawn · h7 black pawn · a6 black cross · b6 black cross · c6 black cross · d6 black cross · e6 black cross · f6 black cross · g6 black cross · h6 black cross · a3 black cross · b3 black cross · c3 black cross · d3 black cross · e3 black cross · f3 black cross · g3 black cross · h3 black cross · a2 white pawn · b2 white pawn · c2 white pawn · d2 white pawn · e2 white pawn · f2 white pawn · g2 white pawn · h2 white pawn | a7 black pawn · b7 black pawn · c7 black pawn · d7 black pawn · e7 black pawn · f7 black pawn · g7 black pawn · h7 black pawn · a6 black cross · b6 black cross · c6 black cross · d6 black cross · e6 black cross · f6 black cross · g6 black cross · h6 black cross · a3 black cross · b3 black cross · c3 black cross · d3 black cross · e3 black cross · f3 black cross · g3 black cross · h3 black cross · a2 white pawn · b2 white pawn · c2 white pawn · d2 white pawn · e2 white pawn · f2 white pawn · g2 white pawn · h2 white pawn | 5 |
| 4 | a7 black pawn · b7 black pawn · c7 black pawn · d7 black pawn · e7 black pawn · f7 black pawn · g7 black pawn · h7 black pawn · a6 black cross · b6 black cross · c6 black cross · d6 black cross · e6 black cross · f6 black cross · g6 black cross · h6 black cross · a3 black cross · b3 black cross · c3 black cross · d3 black cross · e3 black cross · f3 black cross · g3 black cross · h3 black cross · a2 white pawn · b2 white pawn · c2 white pawn · d2 white pawn · e2 white pawn · f2 white pawn · g2 white pawn · h2 white pawn | a7 black pawn · b7 black pawn · c7 black pawn · d7 black pawn · e7 black pawn · f7 black pawn · g7 black pawn · h7 black pawn · a6 black cross · b6 black cross · c6 black cross · d6 black cross · e6 black cross · f6 black cross · g6 black cross · h6 black cross · a3 black cross · b3 black cross · c3 black cross · d3 black cross · e3 black cross · f3 black cross · g3 black cross · h3 black cross · a2 white pawn · b2 white pawn · c2 white pawn · d2 white pawn · e2 white pawn · f2 white pawn · g2 white pawn · h2 white pawn | a7 black pawn · b7 black pawn · c7 black pawn · d7 black pawn · e7 black pawn · f7 black pawn · g7 black pawn · h7 black pawn · a6 black cross · b6 black cross · c6 black cross · d6 black cross · e6 black cross · f6 black cross · g6 black cross · h6 black cross · a3 black cross · b3 black cross · c3 black cross · d3 black cross · e3 black cross · f3 black cross · g3 black cross · h3 black cross · a2 white pawn · b2 white pawn · c2 white pawn · d2 white pawn · e2 white pawn · f2 white pawn · g2 white pawn · h2 white pawn | a7 black pawn · b7 black pawn · c7 black pawn · d7 black pawn · e7 black pawn · f7 black pawn · g7 black pawn · h7 black pawn · a6 black cross · b6 black cross · c6 black cross · d6 black cross · e6 black cross · f6 black cross · g6 black cross · h6 black cross · a3 black cross · b3 black cross · c3 black cross · d3 black cross · e3 black cross · f3 black cross · g3 black cross · h3 black cross · a2 white pawn · b2 white pawn · c2 white pawn · d2 white pawn · e2 white pawn · f2 white pawn · g2 white pawn · h2 white pawn | a7 black pawn · b7 black pawn · c7 black pawn · d7 black pawn · e7 black pawn · f7 black pawn · g7 black pawn · h7 black pawn · a6 black cross · b6 black cross · c6 black cross · d6 black cross · e6 black cross · f6 black cross · g6 black cross · h6 black cross · a3 black cross · b3 black cross · c3 black cross · d3 black cross · e3 black cross · f3 black cross · g3 black cross · h3 black cross · a2 white pawn · b2 white pawn · c2 white pawn · d2 white pawn · e2 white pawn · f2 white pawn · g2 white pawn · h2 white pawn | a7 black pawn · b7 black pawn · c7 black pawn · d7 black pawn · e7 black pawn · f7 black pawn · g7 black pawn · h7 black pawn · a6 black cross · b6 black cross · c6 black cross · d6 black cross · e6 black cross · f6 black cross · g6 black cross · h6 black cross · a3 black cross · b3 black cross · c3 black cross · d3 black cross · e3 black cross · f3 black cross · g3 black cross · h3 black cross · a2 white pawn · b2 white pawn · c2 white pawn · d2 white pawn · e2 white pawn · f2 white pawn · g2 white pawn · h2 white pawn | a7 black pawn · b7 black pawn · c7 black pawn · d7 black pawn · e7 black pawn · f7 black pawn · g7 black pawn · h7 black pawn · a6 black cross · b6 black cross · c6 black cross · d6 black cross · e6 black cross · f6 black cross · g6 black cross · h6 black cross · a3 black cross · b3 black cross · c3 black cross · d3 black cross · e3 black cross · f3 black cross · g3 black cross · h3 black cross · a2 white pawn · b2 white pawn · c2 white pawn · d2 white pawn · e2 white pawn · f2 white pawn · g2 white pawn · h2 white pawn | a7 black pawn · b7 black pawn · c7 black pawn · d7 black pawn · e7 black pawn · f7 black pawn · g7 black pawn · h7 black pawn · a6 black cross · b6 black cross · c6 black cross · d6 black cross · e6 black cross · f6 black cross · g6 black cross · h6 black cross · a3 black cross · b3 black cross · c3 black cross · d3 black cross · e3 black cross · f3 black cross · g3 black cross · h3 black cross · a2 white pawn · b2 white pawn · c2 white pawn · d2 white pawn · e2 white pawn · f2 white pawn · g2 white pawn · h2 white pawn | 4 |
| 3 | a7 black pawn · b7 black pawn · c7 black pawn · d7 black pawn · e7 black pawn · f7 black pawn · g7 black pawn · h7 black pawn · a6 black cross · b6 black cross · c6 black cross · d6 black cross · e6 black cross · f6 black cross · g6 black cross · h6 black cross · a3 black cross · b3 black cross · c3 black cross · d3 black cross · e3 black cross · f3 black cross · g3 black cross · h3 black cross · a2 white pawn · b2 white pawn · c2 white pawn · d2 white pawn · e2 white pawn · f2 white pawn · g2 white pawn · h2 white pawn | a7 black pawn · b7 black pawn · c7 black pawn · d7 black pawn · e7 black pawn · f7 black pawn · g7 black pawn · h7 black pawn · a6 black cross · b6 black cross · c6 black cross · d6 black cross · e6 black cross · f6 black cross · g6 black cross · h6 black cross · a3 black cross · b3 black cross · c3 black cross · d3 black cross · e3 black cross · f3 black cross · g3 black cross · h3 black cross · a2 white pawn · b2 white pawn · c2 white pawn · d2 white pawn · e2 white pawn · f2 white pawn · g2 white pawn · h2 white pawn | a7 black pawn · b7 black pawn · c7 black pawn · d7 black pawn · e7 black pawn · f7 black pawn · g7 black pawn · h7 black pawn · a6 black cross · b6 black cross · c6 black cross · d6 black cross · e6 black cross · f6 black cross · g6 black cross · h6 black cross · a3 black cross · b3 black cross · c3 black cross · d3 black cross · e3 black cross · f3 black cross · g3 black cross · h3 black cross · a2 white pawn · b2 white pawn · c2 white pawn · d2 white pawn · e2 white pawn · f2 white pawn · g2 white pawn · h2 white pawn | a7 black pawn · b7 black pawn · c7 black pawn · d7 black pawn · e7 black pawn · f7 black pawn · g7 black pawn · h7 black pawn · a6 black cross · b6 black cross · c6 black cross · d6 black cross · e6 black cross · f6 black cross · g6 black cross · h6 black cross · a3 black cross · b3 black cross · c3 black cross · d3 black cross · e3 black cross · f3 black cross · g3 black cross · h3 black cross · a2 white pawn · b2 white pawn · c2 white pawn · d2 white pawn · e2 white pawn · f2 white pawn · g2 white pawn · h2 white pawn | a7 black pawn · b7 black pawn · c7 black pawn · d7 black pawn · e7 black pawn · f7 black pawn · g7 black pawn · h7 black pawn · a6 black cross · b6 black cross · c6 black cross · d6 black cross · e6 black cross · f6 black cross · g6 black cross · h6 black cross · a3 black cross · b3 black cross · c3 black cross · d3 black cross · e3 black cross · f3 black cross · g3 black cross · h3 black cross · a2 white pawn · b2 white pawn · c2 white pawn · d2 white pawn · e2 white pawn · f2 white pawn · g2 white pawn · h2 white pawn | a7 black pawn · b7 black pawn · c7 black pawn · d7 black pawn · e7 black pawn · f7 black pawn · g7 black pawn · h7 black pawn · a6 black cross · b6 black cross · c6 black cross · d6 black cross · e6 black cross · f6 black cross · g6 black cross · h6 black cross · a3 black cross · b3 black cross · c3 black cross · d3 black cross · e3 black cross · f3 black cross · g3 black cross · h3 black cross · a2 white pawn · b2 white pawn · c2 white pawn · d2 white pawn · e2 white pawn · f2 white pawn · g2 white pawn · h2 white pawn | a7 black pawn · b7 black pawn · c7 black pawn · d7 black pawn · e7 black pawn · f7 black pawn · g7 black pawn · h7 black pawn · a6 black cross · b6 black cross · c6 black cross · d6 black cross · e6 black cross · f6 black cross · g6 black cross · h6 black cross · a3 black cross · b3 black cross · c3 black cross · d3 black cross · e3 black cross · f3 black cross · g3 black cross · h3 black cross · a2 white pawn · b2 white pawn · c2 white pawn · d2 white pawn · e2 white pawn · f2 white pawn · g2 white pawn · h2 white pawn | a7 black pawn · b7 black pawn · c7 black pawn · d7 black pawn · e7 black pawn · f7 black pawn · g7 black pawn · h7 black pawn · a6 black cross · b6 black cross · c6 black cross · d6 black cross · e6 black cross · f6 black cross · g6 black cross · h6 black cross · a3 black cross · b3 black cross · c3 black cross · d3 black cross · e3 black cross · f3 black cross · g3 black cross · h3 black cross · a2 white pawn · b2 white pawn · c2 white pawn · d2 white pawn · e2 white pawn · f2 white pawn · g2 white pawn · h2 white pawn | 3 |
| 2 | a7 black pawn · b7 black pawn · c7 black pawn · d7 black pawn · e7 black pawn · f7 black pawn · g7 black pawn · h7 black pawn · a6 black cross · b6 black cross · c6 black cross · d6 black cross · e6 black cross · f6 black cross · g6 black cross · h6 black cross · a3 black cross · b3 black cross · c3 black cross · d3 black cross · e3 black cross · f3 black cross · g3 black cross · h3 black cross · a2 white pawn · b2 white pawn · c2 white pawn · d2 white pawn · e2 white pawn · f2 white pawn · g2 white pawn · h2 white pawn | a7 black pawn · b7 black pawn · c7 black pawn · d7 black pawn · e7 black pawn · f7 black pawn · g7 black pawn · h7 black pawn · a6 black cross · b6 black cross · c6 black cross · d6 black cross · e6 black cross · f6 black cross · g6 black cross · h6 black cross · a3 black cross · b3 black cross · c3 black cross · d3 black cross · e3 black cross · f3 black cross · g3 black cross · h3 black cross · a2 white pawn · b2 white pawn · c2 white pawn · d2 white pawn · e2 white pawn · f2 white pawn · g2 white pawn · h2 white pawn | a7 black pawn · b7 black pawn · c7 black pawn · d7 black pawn · e7 black pawn · f7 black pawn · g7 black pawn · h7 black pawn · a6 black cross · b6 black cross · c6 black cross · d6 black cross · e6 black cross · f6 black cross · g6 black cross · h6 black cross · a3 black cross · b3 black cross · c3 black cross · d3 black cross · e3 black cross · f3 black cross · g3 black cross · h3 black cross · a2 white pawn · b2 white pawn · c2 white pawn · d2 white pawn · e2 white pawn · f2 white pawn · g2 white pawn · h2 white pawn | a7 black pawn · b7 black pawn · c7 black pawn · d7 black pawn · e7 black pawn · f7 black pawn · g7 black pawn · h7 black pawn · a6 black cross · b6 black cross · c6 black cross · d6 black cross · e6 black cross · f6 black cross · g6 black cross · h6 black cross · a3 black cross · b3 black cross · c3 black cross · d3 black cross · e3 black cross · f3 black cross · g3 black cross · h3 black cross · a2 white pawn · b2 white pawn · c2 white pawn · d2 white pawn · e2 white pawn · f2 white pawn · g2 white pawn · h2 white pawn | a7 black pawn · b7 black pawn · c7 black pawn · d7 black pawn · e7 black pawn · f7 black pawn · g7 black pawn · h7 black pawn · a6 black cross · b6 black cross · c6 black cross · d6 black cross · e6 black cross · f6 black cross · g6 black cross · h6 black cross · a3 black cross · b3 black cross · c3 black cross · d3 black cross · e3 black cross · f3 black cross · g3 black cross · h3 black cross · a2 white pawn · b2 white pawn · c2 white pawn · d2 white pawn · e2 white pawn · f2 white pawn · g2 white pawn · h2 white pawn | a7 black pawn · b7 black pawn · c7 black pawn · d7 black pawn · e7 black pawn · f7 black pawn · g7 black pawn · h7 black pawn · a6 black cross · b6 black cross · c6 black cross · d6 black cross · e6 black cross · f6 black cross · g6 black cross · h6 black cross · a3 black cross · b3 black cross · c3 black cross · d3 black cross · e3 black cross · f3 black cross · g3 black cross · h3 black cross · a2 white pawn · b2 white pawn · c2 white pawn · d2 white pawn · e2 white pawn · f2 white pawn · g2 white pawn · h2 white pawn | a7 black pawn · b7 black pawn · c7 black pawn · d7 black pawn · e7 black pawn · f7 black pawn · g7 black pawn · h7 black pawn · a6 black cross · b6 black cross · c6 black cross · d6 black cross · e6 black cross · f6 black cross · g6 black cross · h6 black cross · a3 black cross · b3 black cross · c3 black cross · d3 black cross · e3 black cross · f3 black cross · g3 black cross · h3 black cross · a2 white pawn · b2 white pawn · c2 white pawn · d2 white pawn · e2 white pawn · f2 white pawn · g2 white pawn · h2 white pawn | a7 black pawn · b7 black pawn · c7 black pawn · d7 black pawn · e7 black pawn · f7 black pawn · g7 black pawn · h7 black pawn · a6 black cross · b6 black cross · c6 black cross · d6 black cross · e6 black cross · f6 black cross · g6 black cross · h6 black cross · a3 black cross · b3 black cross · c3 black cross · d3 black cross · e3 black cross · f3 black cross · g3 black cross · h3 black cross · a2 white pawn · b2 white pawn · c2 white pawn · d2 white pawn · e2 white pawn · f2 white pawn · g2 white pawn · h2 white pawn | 2 |
| 1 | a7 black pawn · b7 black pawn · c7 black pawn · d7 black pawn · e7 black pawn · f7 black pawn · g7 black pawn · h7 black pawn · a6 black cross · b6 black cross · c6 black cross · d6 black cross · e6 black cross · f6 black cross · g6 black cross · h6 black cross · a3 black cross · b3 black cross · c3 black cross · d3 black cross · e3 black cross · f3 black cross · g3 black cross · h3 black cross · a2 white pawn · b2 white pawn · c2 white pawn · d2 white pawn · e2 white pawn · f2 white pawn · g2 white pawn · h2 white pawn | a7 black pawn · b7 black pawn · c7 black pawn · d7 black pawn · e7 black pawn · f7 black pawn · g7 black pawn · h7 black pawn · a6 black cross · b6 black cross · c6 black cross · d6 black cross · e6 black cross · f6 black cross · g6 black cross · h6 black cross · a3 black cross · b3 black cross · c3 black cross · d3 black cross · e3 black cross · f3 black cross · g3 black cross · h3 black cross · a2 white pawn · b2 white pawn · c2 white pawn · d2 white pawn · e2 white pawn · f2 white pawn · g2 white pawn · h2 white pawn | a7 black pawn · b7 black pawn · c7 black pawn · d7 black pawn · e7 black pawn · f7 black pawn · g7 black pawn · h7 black pawn · a6 black cross · b6 black cross · c6 black cross · d6 black cross · e6 black cross · f6 black cross · g6 black cross · h6 black cross · a3 black cross · b3 black cross · c3 black cross · d3 black cross · e3 black cross · f3 black cross · g3 black cross · h3 black cross · a2 white pawn · b2 white pawn · c2 white pawn · d2 white pawn · e2 white pawn · f2 white pawn · g2 white pawn · h2 white pawn | a7 black pawn · b7 black pawn · c7 black pawn · d7 black pawn · e7 black pawn · f7 black pawn · g7 black pawn · h7 black pawn · a6 black cross · b6 black cross · c6 black cross · d6 black cross · e6 black cross · f6 black cross · g6 black cross · h6 black cross · a3 black cross · b3 black cross · c3 black cross · d3 black cross · e3 black cross · f3 black cross · g3 black cross · h3 black cross · a2 white pawn · b2 white pawn · c2 white pawn · d2 white pawn · e2 white pawn · f2 white pawn · g2 white pawn · h2 white pawn | a7 black pawn · b7 black pawn · c7 black pawn · d7 black pawn · e7 black pawn · f7 black pawn · g7 black pawn · h7 black pawn · a6 black cross · b6 black cross · c6 black cross · d6 black cross · e6 black cross · f6 black cross · g6 black cross · h6 black cross · a3 black cross · b3 black cross · c3 black cross · d3 black cross · e3 black cross · f3 black cross · g3 black cross · h3 black cross · a2 white pawn · b2 white pawn · c2 white pawn · d2 white pawn · e2 white pawn · f2 white pawn · g2 white pawn · h2 white pawn | a7 black pawn · b7 black pawn · c7 black pawn · d7 black pawn · e7 black pawn · f7 black pawn · g7 black pawn · h7 black pawn · a6 black cross · b6 black cross · c6 black cross · d6 black cross · e6 black cross · f6 black cross · g6 black cross · h6 black cross · a3 black cross · b3 black cross · c3 black cross · d3 black cross · e3 black cross · f3 black cross · g3 black cross · h3 black cross · a2 white pawn · b2 white pawn · c2 white pawn · d2 white pawn · e2 white pawn · f2 white pawn · g2 white pawn · h2 white pawn | a7 black pawn · b7 black pawn · c7 black pawn · d7 black pawn · e7 black pawn · f7 black pawn · g7 black pawn · h7 black pawn · a6 black cross · b6 black cross · c6 black cross · d6 black cross · e6 black cross · f6 black cross · g6 black cross · h6 black cross · a3 black cross · b3 black cross · c3 black cross · d3 black cross · e3 black cross · f3 black cross · g3 black cross · h3 black cross · a2 white pawn · b2 white pawn · c2 white pawn · d2 white pawn · e2 white pawn · f2 white pawn · g2 white pawn · h2 white pawn | a7 black pawn · b7 black pawn · c7 black pawn · d7 black pawn · e7 black pawn · f7 black pawn · g7 black pawn · h7 black pawn · a6 black cross · b6 black cross · c6 black cross · d6 black cross · e6 black cross · f6 black cross · g6 black cross · h6 black cross · a3 black cross · b3 black cross · c3 black cross · d3 black cross · e3 black cross · f3 black cross · g3 black cross · h3 black cross · a2 white pawn · b2 white pawn · c2 white pawn · d2 white pawn · e2 white pawn · f2 white pawn · g2 white pawn · h2 white pawn | 1 |
|   | a | b | c | d | e | f | g | h |   |

În diagrama 2 se observă dispoziția inițială a pionilor într-o partidă de șah. Pionii albi ocupă linia a 2-a a tablei, iar cei negri linia a 7-a. În spatele pionilor, protejați de aceștia se găsesc așa zisele piese majore: regele, dama, câte doi nebuni, doi cai și două turnuri. 
Este demnă de remarcat protejarea totală a ambelor "armate" la începutul jocului. Piesele majore se găsesc îndărătul pionilor, protejate de aceștia, iar pionii pot ataca fiecare câmp al liniilor 3 pentru alb și 6 pentru negru, de două ori, cu excepția câmpurilor laterale, ce sunt atacate doar o singură dată, dar care sunt protejate de marginea tablei. 

## Jocul de șah
Jocul de șah este, în esență, parăsirea unei stări de echilibru primar, static și sigur, pentru căutarea unui alt tip de echilibru, care este progresiv, dinamic, nesigur și agresiv sau defensiv, depinzând de dezvoltarea partidei în sine.